# Vision des Propheten Ezechiel von der Auferweckung Israels

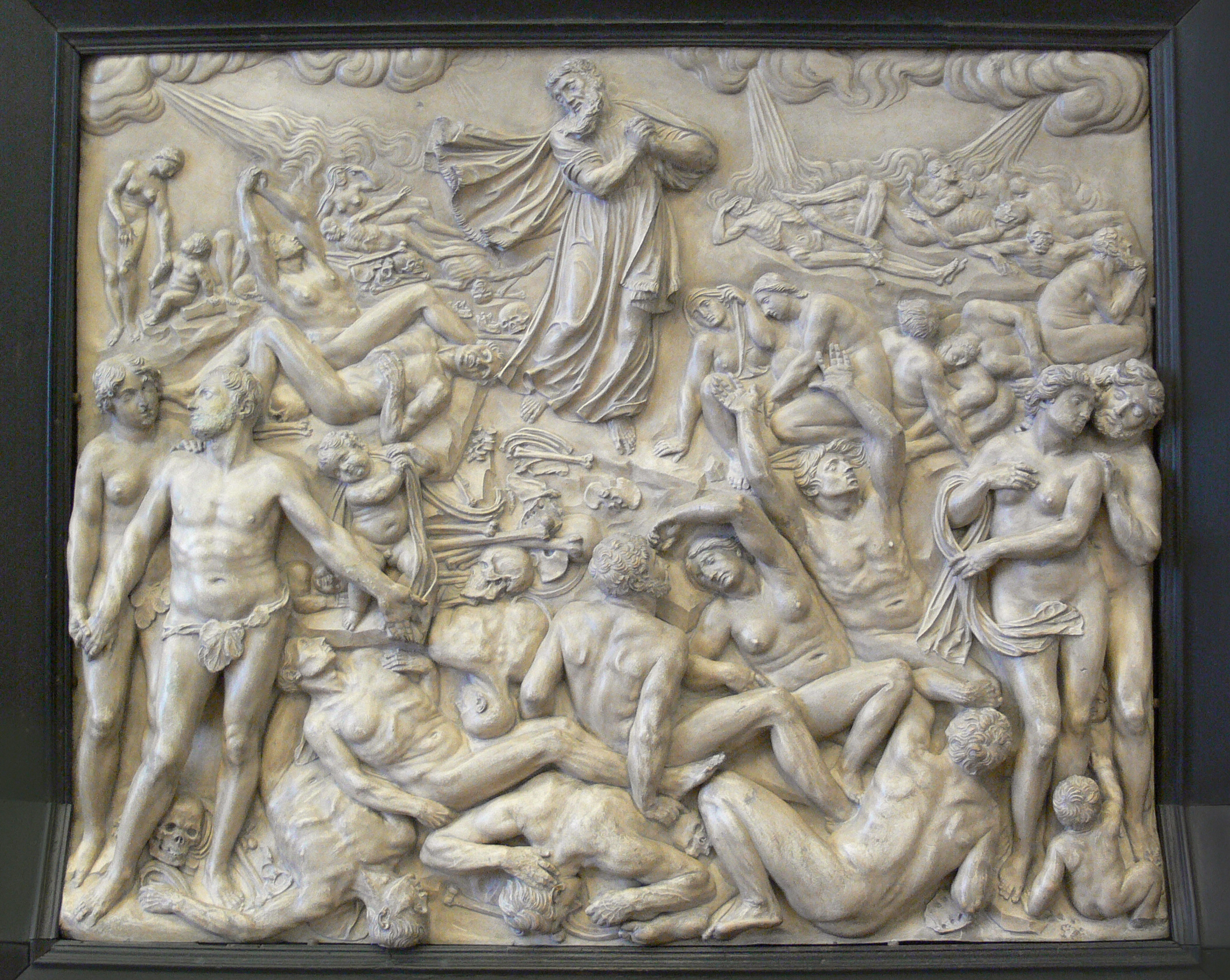
Leonhard Kern: Die Auferweckungsvision des Propheten Ezechiel, Alabasterrelief aus einem Epitaph, um 1645

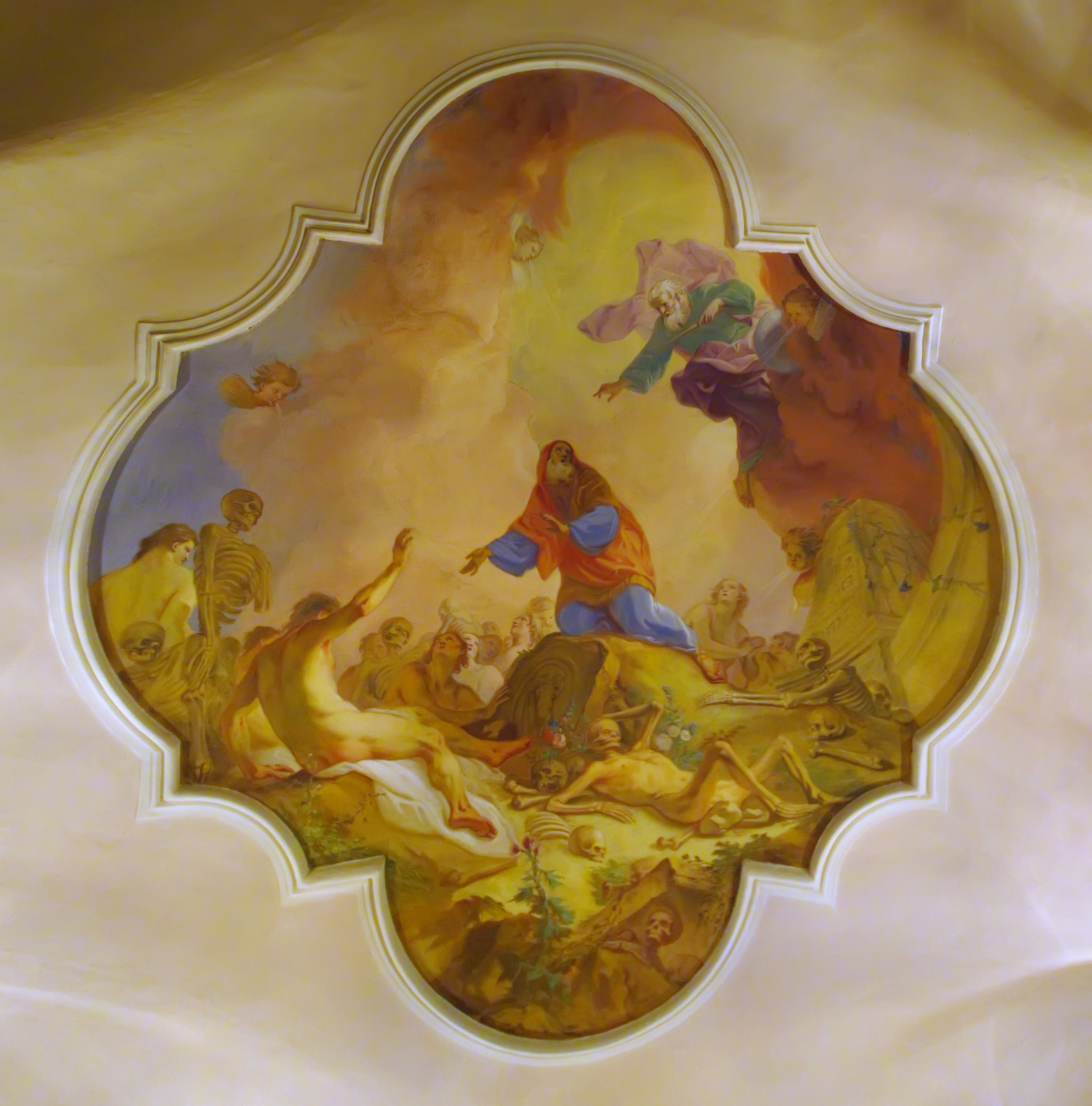
Martin Johann Schmidt: Die Auferweckungsvision des Propheten Ezechiel, Deckenfresko in der Krypta der Stiftskirche Göttweig, um 1770

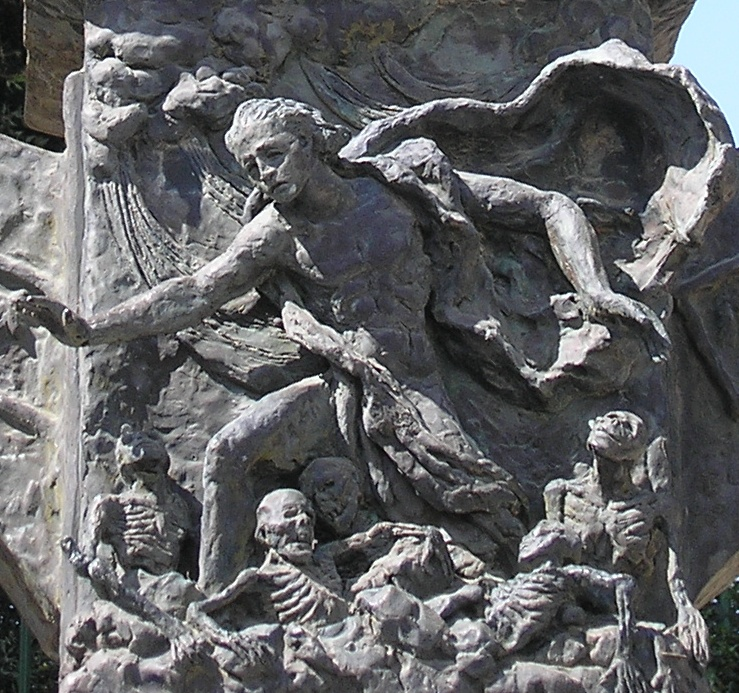
Benno Elkan: Die Auferweckungsvision des Propheten Ezechiel, Relieffeld an der Knesset-Menora in Jerusalem, 1956

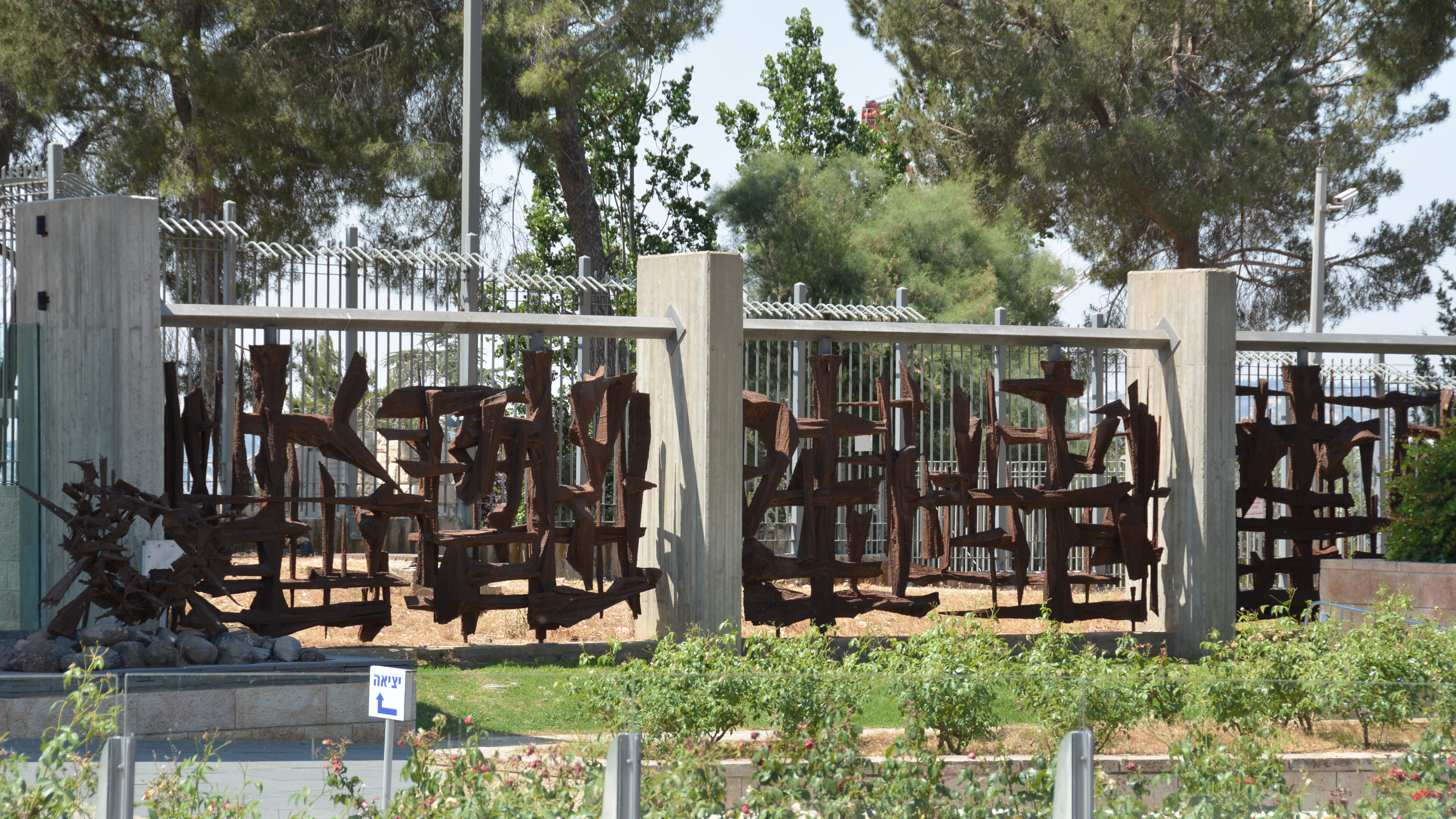
Diese vor der Knesset angebrachte Plastik symbolisiert die Prophezeiung aus Ezechiel, Kapitel 37, die besagt, dass der Herr die Totengebeine Israels wieder lebendig machen und zurück in ihr Land bringen wird.

Die Vision des Propheten Ezechiel von der Auferweckung Israels wird im Buch Ezechiel des Tanach beschrieben (Ez 37,1–14 ). Wegen der konkreten Darstellung des Vorgangs und der damit gebotenen Anschauung der jüdischen und christlichen Auferstehungshoffnung ist der Text ein häufiges Bildthema der christlichen Kunst.

## Geschichtlicher Hintergrund
Im Jahr 597 v. Chr. eroberte der babylonische König Nebukadnezar II. das Reich Juda mit dessen Hauptstadt Jerusalem und ließ Teile der Bevölkerung ins Zweistromland verschleppen (Babylonisches Exil). Nach dem Abfall des Jerusalemer Vasallenkönigs Zedekia wurden 586 die Stadt und der Tempel zerstört.
Zu den deportierten Juden gehörte Ezechiel. Er trat wohl ab 593 in der Fremde im Namen des Gottes Israels als Prophet auf. Typisch für ihn ist die visionäre Bildhaftigkeit seiner Reden und der Detailreichtum seiner Beschreibungen (vgl. Tempel Ezechiels). Wie die älteren Propheten deutete Ezechiel die Katastrophe Israels als göttliche Antwort auf Israels Ungehorsam. Angesichts des eingetretenen Unheils verkündete er jedoch wie Deuterojesaja den Beginn einer neuen Heilszeit. Eine Steigerung dieser Ankündigung, die mit Kapitel 36 einsetzt, wurde durch die Zerstörung Jerusalems 586 ausgelöst. Die Auferweckungsvision ist vor diesem Hintergrund zunächst nur ein starkes Gleichnis: sie meint die Erweckung des Volkes aus dem Tod des Heimat- und Identitätsverlustes. Schon früh ist der Text aber im apokalyptischen und transzendenten Sinn verstanden worden.

## Die Vision
Ezechiel 37,1–14 beschreibt mit dramatischen Mitteln wie Verzögerung und Steigerung die Wiederbelebung einer großen Menge von ausgetrockneten Knochen, die unbestattet über eine Ebene verstreut liegen. Ezechiel sieht sich im Geist dorthin versetzt und bekommt den Auftrag, über die Toten das Wort des Herrn auszurufen, das ankündigt, was dann nahezu gleichzeitig geschieht: Die Knochen rücken zusammen und überziehen sich mit Sehnen, Fleisch und Haut. In einem zweiten Gang wird dem Propheten das Wort des Herrn an den Geist aufgetragen, der daraufhin von den vier Winden kommt und den Erschlagenen Leben einhaucht. In der anschließenden Gottesrede an Israel wird die Vision auf das in seiner Hoffnungslosigkeit „tote“ Volk gedeutet.

## Wirkungsgeschichte
In der christlichen Kunst wurde die Szene vor allem auf Epitaphen, in Krypten und Mausoleen dargestellt, mit einem Höhepunkt in der Epoche des Dreißigjährigen Kriegs. Im 18. Jahrhundert wurde die Vision der Erweckung und Rettung an der Kanzel des Münsters Unserer Lieben Frau in Zwiefalten in neutestamentlichem Kontext ins Bild gesetzt und wieder im 20. Jahrhundert in den Glasfenstern Sieger Köders in der Heilig-Geist-Kirche in Ellwangen und in St. Johannes in Ergolding. Im modernen Judentum bekam der Text einen neuen Bezug durch die Gräuel der Shoah. In der HaTikwa, der Nationalhymne Israels, wird der Bibelvers Ez 37,11  („Unsere Hoffnung ist verloren“) zu  „...so lange ist unsere Hoffnung nicht verloren“ umgedeutet. Bis heute entstehen Visualisierungen des Textes etwa in der Technik der Fotomontage. Ein bekanntes Gospel handelt von Ezekiel und den dry bones. Krzysztof Penderecki vertonte die Vision in seinen Seven Gates of Jerusalem (1996).